# 제19회 유럽 영화상
제19회 유럽 영화상은 2006년 12월 2일에 열린 시상식이다.

## 수상 및 후보

### 유러피안 작품상
- 타인의 삶 - 플로리안 헨켈 폰 도너스마르크 수상
- 플루토에서 아침을 - 닐 조던
- 그르바비차 - 야스밀라 이바니치
- 관타나모로 가는 길 - 마이클 윈터바텀
- 귀향 - 페드로 알모도바르
- 보리밭을 흔드는 바람 - 케네스 로치

### 유러피안 디스커버리상
- 13 - 겔라 바브루아니 수상
- 회복 - 슬라보미르 파비츠키
- 핑퐁 - 마티아스 루트하르트
- 신선한 공기 - 아그네스 코치시스

### 유러피안 감독상
- 귀향 - 페드로 알모도바르 수상
- 애프터 웨딩 - 수잔 비에르
- 황금의 문 - 에마누엘 크리알리스
- 타인의 삶 - 플로리안 헨켈 폰 도너스마르크
- 보리밭을 흔드는 바람 - 케네스 로치
- 관타나모로 가는 길 - 마이클 윈터바텀

### 유러피안 여우주연상
- 귀향 - 페넬로페 크루즈 수상
- 신참 경찰 - 나탈리 베이
- 타인의 삶 - 마르티나 게덱
- 레퀴엠 - 산드라 휠러
- 그르바비차 - 미르야나 카라노비치
- 시크릿 라이프 오브 워즈 - 사라 폴리

### 유러피안 남우주연상
- 타인의 삶 - 울리히 뮤흐 수상
- 사랑 때문에 있는 게 아니야 - 패트릭 체스네
- 드라벳 - 제스퍼 크리스텐슨
- 애프터 웨딩 - 매즈 미켈슨
- 플루토에서 아침을 - 킬리언 머피
- 악어 - 실비오 올랜도

### 유러피안 각본상
- 타인의 삶 - 플로리안 헨켈 폰 도너스마르크 수상
- 귀향 - 페드로 알모도바르
- 보리밭을 흔드는 바람 - 폴 래버티
- 그때 거기 있었습니까? - 코르넬리우 포룸보이우

### 유러피안 촬영상
- 보리밭을 흔드는 바람 - 베리 애크로이드 수상
- 귀향 - 호세 루이스 알카이네 수상
- 오만과 편견 - 로만 오신
- 황혼의 빛 - 티모 살미넨

### 유러피안 음악상
- 귀향 - 알베르토 이글레시아스 수상
- 나의 어머니 - 투오마스 칸텔리넨
- 그때 거기 있었습니까? - 다리오 마리아넬리
- 타인의 삶 - 가브리엘 야리드 외 1명

### 유럽영화아카데미 예술공헌상
- 수면의 과학 - Pierre Pell & Stéphane Rozenbaum 수상

### 유럽영화아카데미 평생공로상
- 로만 폴란스키 수상

### 유럽영화아카데미 비평상
- 평범한 연인들 - 필립 가렐 수상

### 유럽영화아카데미 다큐멘터리상
- 위대한 침묵 - 필립 그로닝 수상
- 37 Uses For A Dead Sheep - 벤 홉킨스
- Dreaming By Numbers - 안나 부체티
- 우리 할머니 집 - 아단 알리아가
- Maradona, Un Gamin En Or - 장-크리스토프 로즈
- Moadon Beit Hakvarot - 탈리 쉬메쉬
- Rybak I Tantsovshitsa - 발레리 솔로민
- 아워 데일리 브레드 - Nikolaus Geyrhalter

### 유러피안 월드 시네마상
- 제레미 토머스 수상

### 관객상
- 귀향 - 페드로 알모도바르 수상

### 유럽영화아카데미 단편영화-UI
- 새벽이 오기 전에 - 벨린트 켄예레스 수상
- 딜리버리 - 틸 노박
- 빈센트 - Giulio Ricciarelli
- Pistache - 발레리 피어슨
- Meander - 요크 리버지
- El Cerco - 리카르도 이스카르 외 1명
- For Interieur - 패트릭 포벨
- 스니퍼 - 바비 피어스
- 바이 더 키스 - 얀 곤잘레즈
- Zakaria - 지안루카 데 세리오
- Sretan Put Nedime - Marko Santic
- The Making Of Parts - Daniel Elliott
- Comme Un Air - 요한 글루아구엔
- 첫 경험 - 요나스 오델